# Železniška postaja Mokronog
Železniška postaja Mokronog je ena izmed železniških postaj v Sloveniji. Nahaja se v naselju Puščava in oskrbuje še bližnji naselji Mokronog in Bistrica pri Mokronogu.